# سیارک ۶۸۳۸
سیارک ۶۸۳۸ (به انگلیسی: 6838 Okuda، نامگذاری:1995UD9) شش هزار و هشتصد و سی و هشتمین سیارک کشف شده‌است که در ۳۰ اکتبر ۱۹۹۵ کشف شد.
قدر مطلق سیارک برابر ۱۲٫۰۰ است.